# 강원채
강원채(康源采, 1942년 6월 17일~1998년 5월 25일)는 대한민국의 정치인이다. 제11대 국회의원을 지냈다.

## 학력
- 성대상과졸
- 고대경영대학원수료

## 경력
- 고대경영대학원수료
- 전국대학생총연합회회장
- 대한웅변협회이사
- 도서출판삼성당대표
- 대한출판문화협회이사
- 성대동창회부회장
- 유네스코한국위위원
- 민한당선전위원ㆍ당기위원ㆍ임시대변인ㆍ선전국장

## 역대 선거 결과
|  | 21.6% |

|  | 15.69% |

|  | 24.50% |